# 2239 Paracelsus
A 2239 Paracelsus (ideiglenes jelöléssel 1978 RC) egy kisbolygó a Naprendszerben. Paul Wild fedezte fel 1978. szeptember 13-án.